# The Elements of Style
The Elements of Style is een stijlgids voor het schrijven van Amerikaans-Engels, oorspronkelijk geschreven door William Strunk Jr. in 1918 en voor het eerst gepubliceerd door Harcourt in 1920. Het omvatte acht elementaire regels voor gebruik, tien elementaire principes van compositie, enkele zaken van vorm, een lijst van 49 veelvoorkomende misbruikte woorden en uitdrukkingen, en een lijst van 57 vaak verkeerd gespelde woorden. E.B. White, schrijver en redacteur, herzag en breidde het boek aanzienlijk uit voor de publicatie door Macmillan in 1959. Het werd bekend als de Strunk & White-editie, erkend door Time in 2011 als een van de 100 beste en invloedrijkste boeken geschreven in het Engels sinds 1923.
William Strunk Jr., een Engelse professor aan de Cornell-universiteit, schreef het oorspronkelijke werk in 1918 voor universitair gebruik, waarna Harcourt het in 1920 opnieuw publiceerde. E.B. White, die in 1919 onder Strunk studeerde, herontdekte het boek in 1957 en herzag het voor de editie van 1959. Deze editie kenmerkte zich door uitbreidingen, toevoeging van een inleiding, en een bredere gids voor het schrijven in het Engels.
Het boek is door de jaren heen geëvolueerd met verschillende edities, waarbij de vierde editie in 2000 advies over mannelijke voornaamwoorden schrapte en een voorwoord, nawoord, woordenlijst en index toevoegde. Critici hebben het werk bekritiseerd vanwege vermeende voorschrijvende aard en het niet volledig volgen van grammaticale principes. Desondanks wordt The Elements of Style erkend als een invloedrijke stijlgids, met een blijvende aanwezigheid in academische syllabi.